# توم هاموندس
توم هاموندس (بالإنجليزية: Tom Hammonds) مواليد 27 مارس 1967 في فورت والتون بيتش، هو لاعب كرة سلة أمريكي سابق بدأ مسيرته الاحترافية في سنة 1989 ويحمل الرقم 12, 20, 21. يبلغ طوله 6 قدم 9 بوصة (2.1 م). اعتزل اللعب في 2001.

## فرق لعب لها
- واشنطن ويزاردز
- شارلوت هورنتس
- دنفر ناغتس
- مينيسيوتا تيمبر وولفز

## الميداليات
| الميدالية | المسابقة                         |
| --------- | -------------------------------- |
| ذهبية     | بطولة كأس العالم لكرة السلة 1986 |

## روابط خارجية
- توم هاموندس على موقع الاتحاد الدولي لكرة السلة (الإنجليزية)
- توم هاموندس على موقع إن بي أي (الإنجليزية)
- توم هاموندس على موقع سبورتس رفرنس (الإنجليزية)
- توم هاموندس على موقع كرة السلة الأوروبية.كوم (الإنجليزية)
- توم هاموندس على موقع كلية كرة السلة في سبورتس رفرنس.كوم (الإنجليزية)
- توم هاموندس على موقع ريلجم (الإنجليزية)
- توم هاموندس على موقع بروبوليرز (الإنجليزية)